# Martín Nievera
Ramón Martín Nievera (5 de febrero de 1962, Manila), es un actor, cantante y compositor filipino que en su infancia vivió en Hawái, junto con su padre, quien cantaba para el grupo SOS (también conocido como la sociedad de los Siete). Además, tiene por hermanas gemelas a Victoria, Bert Nievera y Conchita Razón. También hizo pública su orientación sexual, admitiendo ser bisexual. 
Inspirado por su padre, el talento y el éxito; regresó a Filipinas en 1982 para comenzar su propia carrera como cantante y en junio de 1982 lanzó su primer LP, Martín Tome Uno, disco de platino en sólo cinco meses. También inició la organización conjunta de la televisión de variedades Penthouse Live! junto con "Pops Fernández" en su natal Filipinas, conocido como "Concierto de la Reina", quien más tarde se convertiría en su esposa. El segundo LP, 1984 "El Mejor Regalo", también alcanzó el platino. En 1987, se cambió a Martín y Paletas Twogether, en celebración de su matrimonio. 
Es un artista que moviliza masas cuando está en el escenario, sus discos y presentaciones a lo largo de las décadas 80 y 90. Después de su matrimonio, y como papá, tiene dos hijos, Ram y Robin, en 1998 escribió y grabó la música con el único propósito de volver a retomar popularidad, la que siempre tenía. A pesar de que no tuvo éxito, sus canciones terminaron en manos del público y pasó a ser la colección de mayor venta de ambos álbumes, alcanzando disco de platino. Como actor, Martín cuenta con una extensa carrera y ha aparecido como una estrella en once películas y series de televisión y siete especiales, sus presentaciones incluyen ficción, romance, comedia y acción. En el plano personal estuvo casado con la actriz y cantante Pops Fernández,  con quien tuvo 2 hijos: Ram y Robin Nieves. También tiene un hijo llamado, Santino Martín Nieves, con su actual novia, Katrina Ojeda.

## Discografía

### Álbumes en estudio
- Tome Uno (1982)
- El mejor regalo (1984)
- Martín (1985)
- Milagro (1987)
- Significado de los sueños (1989)
- Un nuevo comienzo (1991)
- Carreteras (1994)
- Viajes (1997)
- Para siempre (1999)
- Siempre para siempre (2000)
- Volver a la eternidad (2001)
- Chasing Tiempo (2002)
- Más Recuerdos (2002)
- Mis Recuerdos (2002)
- Chasing Tiempo vol. 2 (2003) 2 (2003)
- Inolvidable (2004)
- Cuando el amor se ha ido (2005)
- Ng Puso (2006)
- Hitos (2007)
- Ikaw Ang Pangarap (2008)

### Compilaciones de Álbumes
- Greatest Hits (1992)
- Be My Señora "Collector's Edition" (1994)
- Ang Ikaw Lahat Sa Akin "Collector's Edition" (1994)
- Mejores Deseos (A Love Song Colección boda) (2004)

### Colaboración en los Álbumes
- Gold Ito! Ito oro! (Dyna Music, 1982) (Música Dyna, 1982)
- 6 de Metro Manila popular Festival de la Canción (Vicor Música, 1983)
- 2001 Metro Pop Festival de la Canción (Música Infinity (ahora GMA Records) / Sony BMG Music Filipinas, 2001)
- Sólo Selfless Amor 2 (Universal Records, 2003)
- Rebobinar OPM (Universal Records, 2004)
- Best Of OPM inspiran Canciones (Universal Records, 2005)
- OPM Superstars Navidad (Universal Records, 2006)
- Recuerde La OPM en los años 80 (Vicor Música, 2007)
- Tiempo de Navidad (Vicor Música, 2007)
- Canciones de vida Historias de la vida y con Chico abunda (Estrella Records, 2008)
- OPM Love Album (Universal Records ", 2008)
- En Pelikula musika: una estrella de cine Música Collection (Estrella Records, 2008)
- Firma No.1 Hits OPM El mejor (Vicor Música, 2008)
- GV 25: All Star Tribute (Estrella Records, 2008)
- Kris Aquino El Greatest Love (Universal Records, 2008)
- Recuerdos de Navidad (Viva Records, 2008)
- Pinoy último Hits Collection (EMI Music Filipinas, 2008)

### Álbum en directo
Martín Vive: Armónico Orquesta (2000) 

### Álbum de Navidad
- A Martin Nievera de Navidad (1989)
- Martin Nievera de la lista de Navidad (2 ª Martin Álbum de Navidad después de 19 años, 2008)